# استیون کراودر
استیون کراودر (انگلیسی: Steven Crowder؛ زادهٔ ۷ ژوئیهٔ ۱۹۸۷) روزنامه‌نگار، کمدین و یوتیوبر اهل ایالات متحده آمریکا است. او مجری برنامه «لاودر وید کراودر» است، که در بلیز مدیا و یوتیوب منتشر می‌گردد.